# Kolonial-Deutsch
Kolonial-Deutsch ist eine von dem Kolonialbeamten Emil Schwörer im Jahr 1916 veröffentlichte Plansprache.

## Charakteristik
Schwörer entwarf dieses Pidgin für die Kommunikation in Deutsch-Südwestafrika und publizierte eine 62 Seiten umfassende Broschüre mit dem Titel „Vorschläge einer künftigen deutschen Kolonialsprache in systematisch grammatikalischer Darstellung und Begründung“. Schwörer verarbeitete dabei Erkenntnisse über das Pidgin-Englisch sowie über die Bantu-Sprachen und Swahili. Seine Kolonialsprache war eine vereinfachte Version des Deutschen, die von den afrikanischen Kontaktsprachen beeinflusst war. Der Wortschatz war auf ca. 500 Ausdrücke beschränkt. Seine Vorschläge wurden nie in die Praxis umgesetzt.